# منال القادري
منال القادري  (29 جوان 1987 - ) من مواليد مدينة الرقاب بولاية سيدي بوزيد. وهي سياسية تونسية وعضوة المجلس الوطني التأسيسي عن حركة الديمقراطيين الاشتراكيين (دائرة سيدي بوزيد) قبل انضمامها للمسار الديمقراطي الاجتماعي.